# Onthophagus sidama
Onthophagus sidama är en skalbaggsart som beskrevs av Raffaello Gestro 1895. Onthophagus sidama ingår i släktet Onthophagus och familjen bladhorningar. Inga underarter finns listade i Catalogue of Life.